# Lophophora williamsii
Lophophora williamsii (/loʊˈfɒfərə wɪliˈæmsiaɪ/) conhecido popularmente como peiote ou  mescal, é um pequeno cacto sem espinhos com alcaloides psicoativos, particularmente a mescalina.
O peiote é nativo do México e do sudoeste dos Estados Unidos (incluindo os estados do Texas e Novo México). Encontra-se principalmente no Deserto de Chihuahua e nos estados mexicanos de Coahuila, Nuevo León, Tamaulipas e San Luis Potosí entre os arbustos. Floresce de março a maio e, às vezes, até o final de setembro. As flores são rosa e anteras com Tigmotaxia (como a Opuntia.)
Conhecido por suas propriedades psicoativas quando ingerido, tendo uma longa história de uso ritualístico e medicinal  por povos  indígenas norte-americanos. O peiote contém o alucinógeno mescalina.

## Etimologia
- Peiote é uma palavra de origem castelhana[7] que, por seu turno, deriva do étimo náhuatle peyōtl,[8] que alude ao casulo de seda de certa lagarta[9]. Sendo certo que há outras fontes que a traduzem como «pericárdio»[10] e outras ainda como «planta medicinal»[11].
- Mescal advém do náuatle mexcalli[6] e significa «folhas de agave cozidas».[12]

## Planta
As várias espécies do gênero Lophophora crescem próximas ao solo e muitas vezes formam grupos com numerosos brotos muito próximos. Os rebentos podem exibir um leque variegado de cores, desde o azul-esverdeado, passando pelo amarelo-esverdeado e chegando, por vezes, ao verde-avermelhado. No que toca ao seu formato, consistem em esferas achatadas.
Podem atingir alturas de 2 a 7 cm e diâmetros de 4 a 12 cm. Muitas vezes, exibem protuberâncias verticais significativas, que se traduzem em saliências baixas e arredondadas no entorno da planta ou em linhas verticais formadas pelos sulcos entre as saliências, sendo que esta é uma característica de diferenciação da espécie Lophophora diffusa. Da cúspide surge um tufo de pêlos lanosos macios, amarelados ou esbranquiçados. Os espinhos estão ausentes.
As flores são rosas ou brancas a ligeiramente amareladas, às vezes avermelhadas. Abrem durante o dia, medindo entre de 1 a 2,4 cm de comprimento e alcançam um diâmetro de 1 a 2,2 cm.

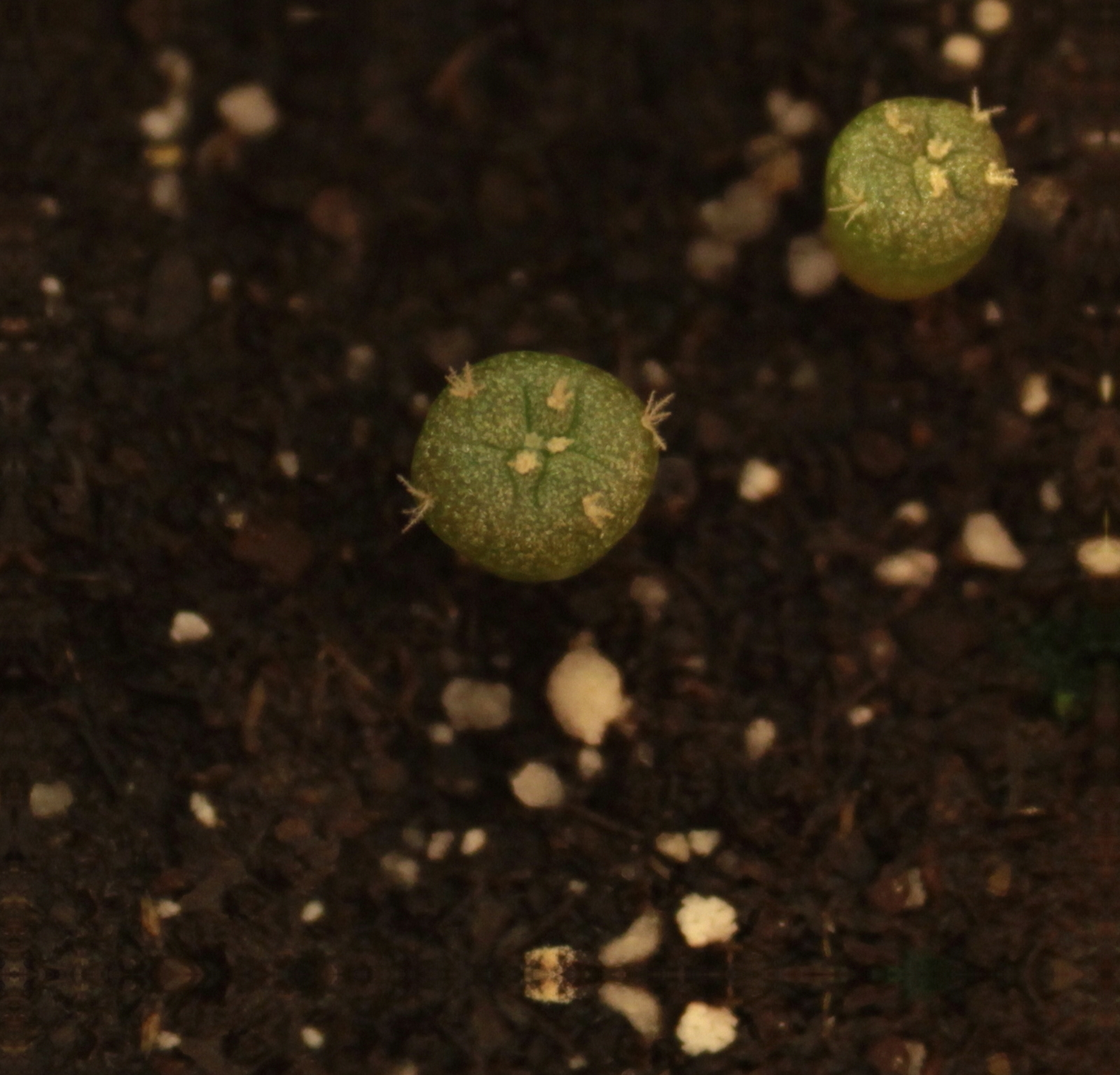
Lophophora williamsii florindo com aproximadamente 1 e meio de idade

O cacto floresce esporadicamente, produzindo uma pequena fruta cor-de-rosa comestível. Os frutos carnudos alongados em forma de bastão são sem pêlos e mais ou menos rosados. Na maturidade, são branco acastanhado e seco. Os frutos não se abrem por conta própria e têm entre 1,5 e 2 cm de comprimento. As sementes são pequenas e pretas, em formato de pérolas que são de 1 a 1,5 mm de comprimento e 1 mm de largura. Requerendo um habitat quente e úmido para germinar, uma das razões para essa planta estar tornando-se rara em seu habitat natural. A quantidade está se reduzindo devido à colheita para finalidades comerciais. O peiote contém um espectro grande dos alcaloides da fenetilamina, dos quais o principal é a mescalina, cujo teor no cactus Lophophora williamsii fresco(não seco) é de cerca de 0,4%  e 3 a 6% quando seco.
Todas as espécies de Lophophora têm um cultivo extremamente lento, podendo levar frequentemente até trinta anos para chegar à idade de florescimento na natureza (aproximadamente com o tamanho de uma bola de golfe, não incluindo a raiz). Os espécimes cultivados crescem consideravelmente mais rápido, às vezes levando menos de três anos para ir de plântulas a adultas maduras, geralmente levando de seis a dez anos para evoluir da semente ate a fase adulta de florescimento. Devido a esse crescimento lento e à frequente colheita por coletores, o peiote é considerado uma espécie em extinção na natureza.

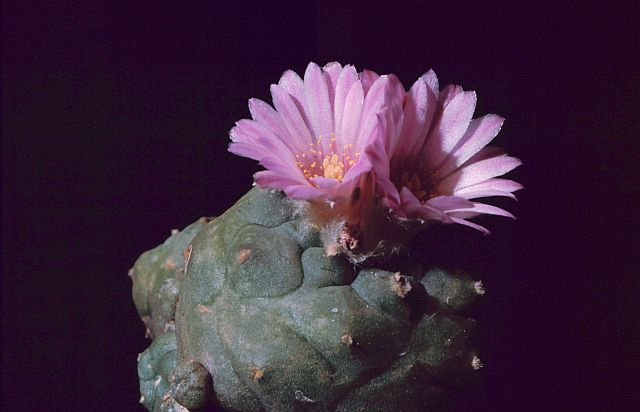
Lophophora williamsii var. jordianum

A parte superior do cacto (que fica em cima da terra), também chamada de coroa, consiste em botões que podem ser cortados das raízes e secados. Quando cortados corretamente, novos brotos crescerão eventualmente. Quando utilizada uma técnica errada na colheita, a raiz é danificada e a planta morre. Esses botões, geralmente, são mastigados ou fervidos na água para produzir um chá psicoativo. A infusão resulta para o usuário, na maioria dos casos, em experiências com gosto extremamente amargo e algum grau de náusea antes do início dos efeitos psicoativos. Isso é considerado completamente normal, de acordo com usuários e historiadores experientes.

## Distribuição e habitat

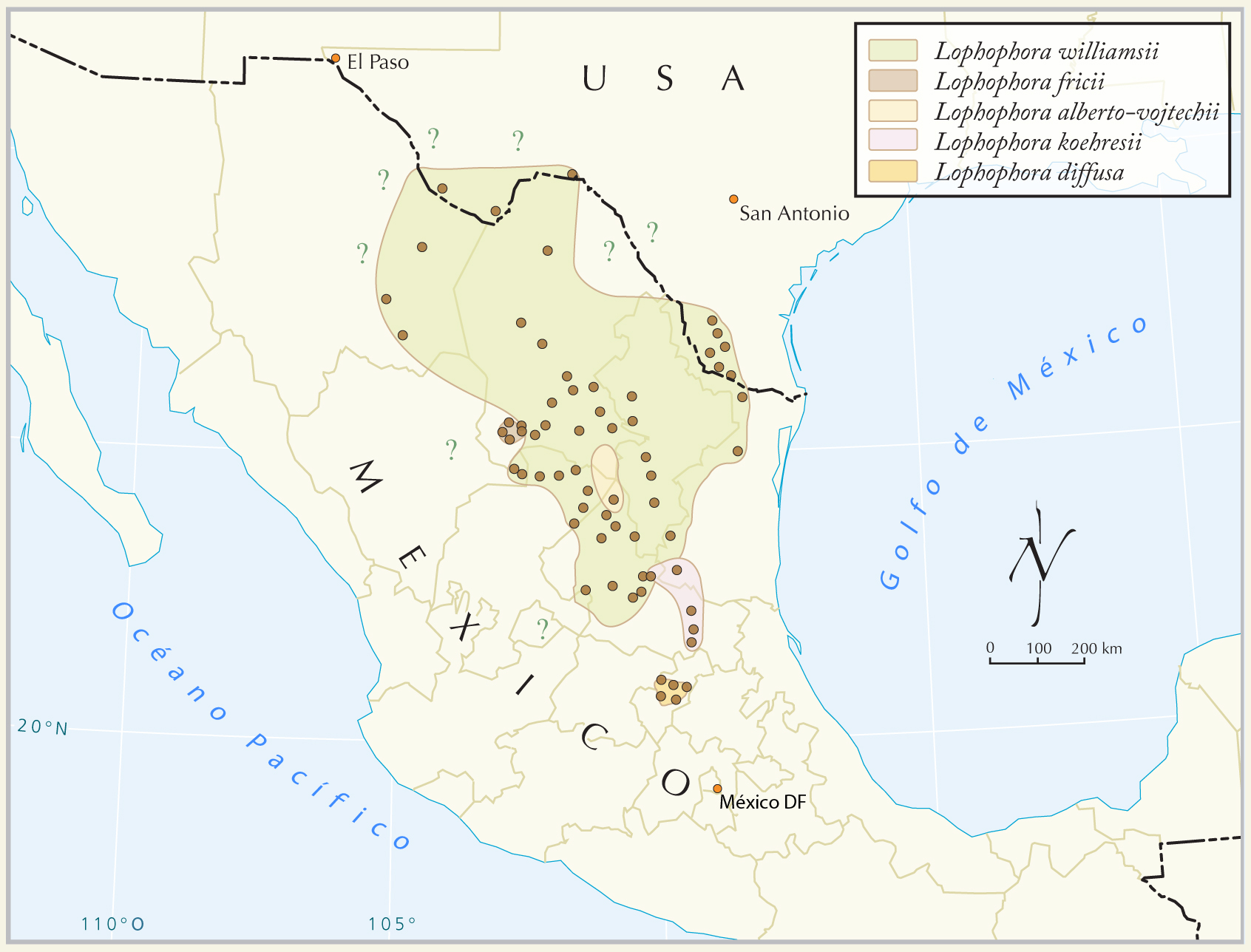
Distribuição do Peiote selvagem

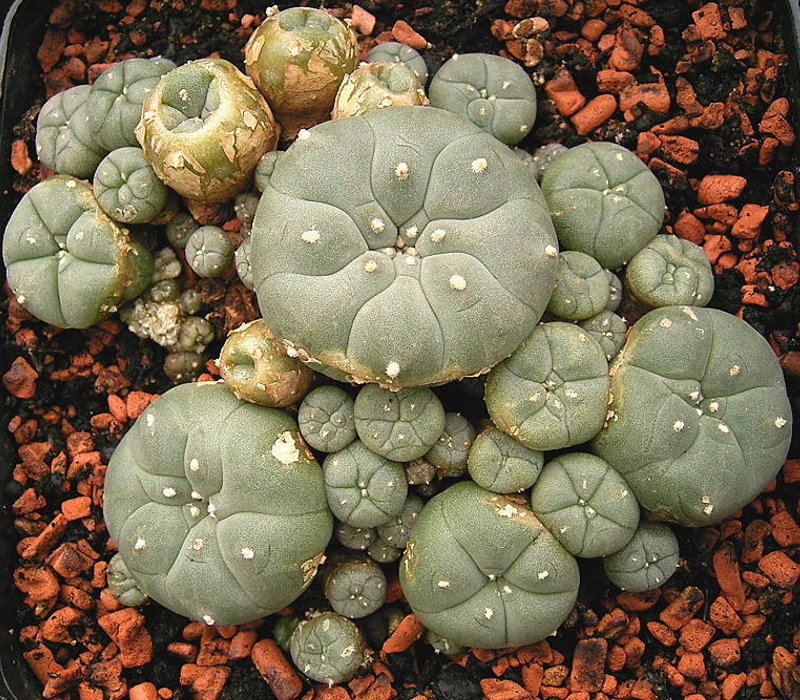
Um groupo de Lophophora williamsii

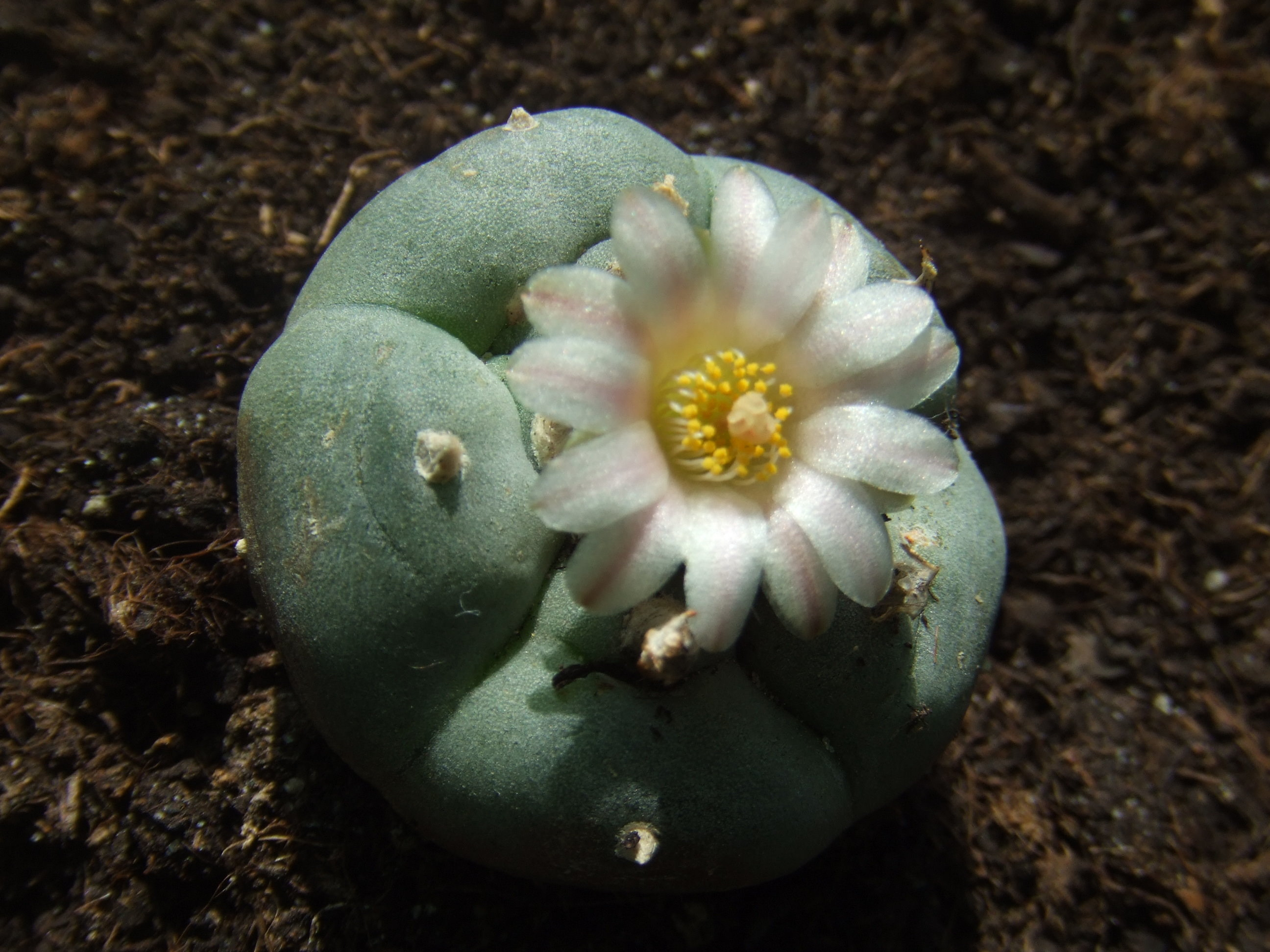
Um peiote florindo

E. williamsii  é nativa do sul da América do Norte, distribuída principalmente no México. Nos Estados Unidos, cresce no sul Texas. No México, cresce nos estados de Chihuahua, Coahuila, Nuevo León e Tamaulipas, ao norte. San Luis Potosi e Zacatecas. É encontrado principalmente em elevações de 100 a 1500 m e excepcionalmente até  1900 m  no deserto Chihuahua , mas também está presente no clima mais ameno de Tamaulipas. Seu habitat é principalmente junto a vegetações do deserto, particularmente arbustos espinhosos em Tamaulipas. É comum em ou próximo a colinas calcárias.

## Usos

### Psicoativo

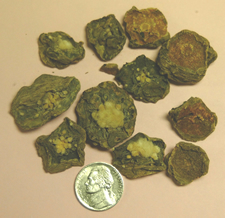
Fatias secas de Lophophora williamsii ("botões de Peiote") com uma moeda de 5 centavos de dolar americanos para escala comparativa

Estrutura quimica da mescalina, o alucinógeno primário no peiote

Quando usado para suas propriedades psicoativas, doses comuns para mescalina pura variam de cerca de 200 a 400 mg. Isso se traduz em uma dose de aproximadamente 10 a 20 g de botões de peiote secos de potência média; no entanto, a potência varia consideravelmente entre as amostras, dificultando a medição precisa das doses sem primeiro extrair a mescalina. Os efeitos duram cerca de 10 a 12 horas. É relatado que o peiote desencadeia efeitos visuais ou auditivos ricos (ver sinestesia).
No uso ritualístico, quando combinado com o lugar e o ambiente apropriados, o peiote é levado a um estado de introspecção profundo, descrito como sendo de uma natureza espiritual. A menos que a experiência aconteça em contexto cerimonial conduzido por um "peyotero" com muita experiência, similar a um xamã, recomenda-se, para a segurança, que o usuário esteja acompanhado em todas as vezes por alguém que não tenha utilizado a mesma dose. Essa pessoa é consultada como se fosse um "guia" de viagem. Apesar estar sendo estudado por médicos e psicólogos desde finais do século XIX, a exemplo de Havelock Ellis (1859 - 1939), experiências psicoterapêuticas utilizando seus alcaloides ou rituais ainda estão em fase experimental.

### Medicinal
Além do uso psicoativo, algumas tribos nativas americanas usam a planta na crença de que ela pode ter propriedades curativas. Eles empregam peiote para tratar doenças tão variadas como dor de dente, dor no parto, febre, problemas de pele, reumatismo, resfriados e cegueira. O peiote também contém um alcalóide chamado peiocactina. Agora é chamado de hordenina. Envenenamento por peiote tem sido uma preocupação no estado da Califórnia nos Estados Unidos da America.

### Reações adversas
Um estudo publicado em 2007 não encontrou evidências de problemas cognitivos de longo prazo relacionados ao uso de peiote em cerimônias da Igreja nativa americana, mas os pesquisadores salientaram que seus resultados podem não se aplicar àqueles que usam o peiote em outros contextos. Um estudo em grande escala de quatro anos com o povo Navajo que regularmente ingeriu o peiote encontrou apenas um caso em que o peiote estava associado a psicose em uma pessoa saudável; outros episódios psicóticos foram atribuídos ao uso de peiote em conjunto com abuso de substâncias preexistente ou problemas de saúde mental. Pesquisas posteriores descobriram que aqueles com problemas de saúde mental preexistentes são mais propensos a ter reações adversas ao peiote. O uso de peiote não parece estar associado com Transtorno perceptivo persistente por alucinógenos (também conhecido como "flashbacks") após o uso religioso. O peiote não parece estar associado com dependência física, mas alguns usuários podem experimentar dependência psicológica.
O peiote pode ter efeitos eméticos fortes e uma morte foi atribuída a sangramento esofágico causada por vômito após ingestão de peiote em um paciente nativo americano com histórico de abuso de álcool. O peiote também é conhecido por causar variações potencialmente sérias na freqüência cardíaca, pressão arterial, respiração e dilatação pupilar.
Pesquisas coma tribo Huichol do centro-oeste do México, que tomaram peiote regularmente por cerca de 1.500 anos ou mais, não encontraram evidências de danos no cromossomo em homens ou mulheres.

Estrutura química da hordenina (peiocactina), um componente antimicrobial contido no cactus peiote

### Usos históricos
Em 2005, os pesquisadores usaram datação por radiocarbono e análise de alcalóides para estudar dois espécimes de botões de peiote encontrados em escavações arqueológicas de um local chamado Shumla Cave nº 5 no Rio Grande no Texas. Os resultados dataram os espécimes entre 3780 e 3660 AC. Extração alcalóide rendeu aproximadamente 2% dos alcalóides, incluindo mescalina em ambas as amostras. Isso indica que os norte-americanos nativos provavelmente teriam usado o peiote desde pelo menos cinco mil anos e meio atrás.
Espécimes de uma caverna funerária no centro-oeste Coahuila, México foram similarmente analisados e datados de 810 a 1070 AC.

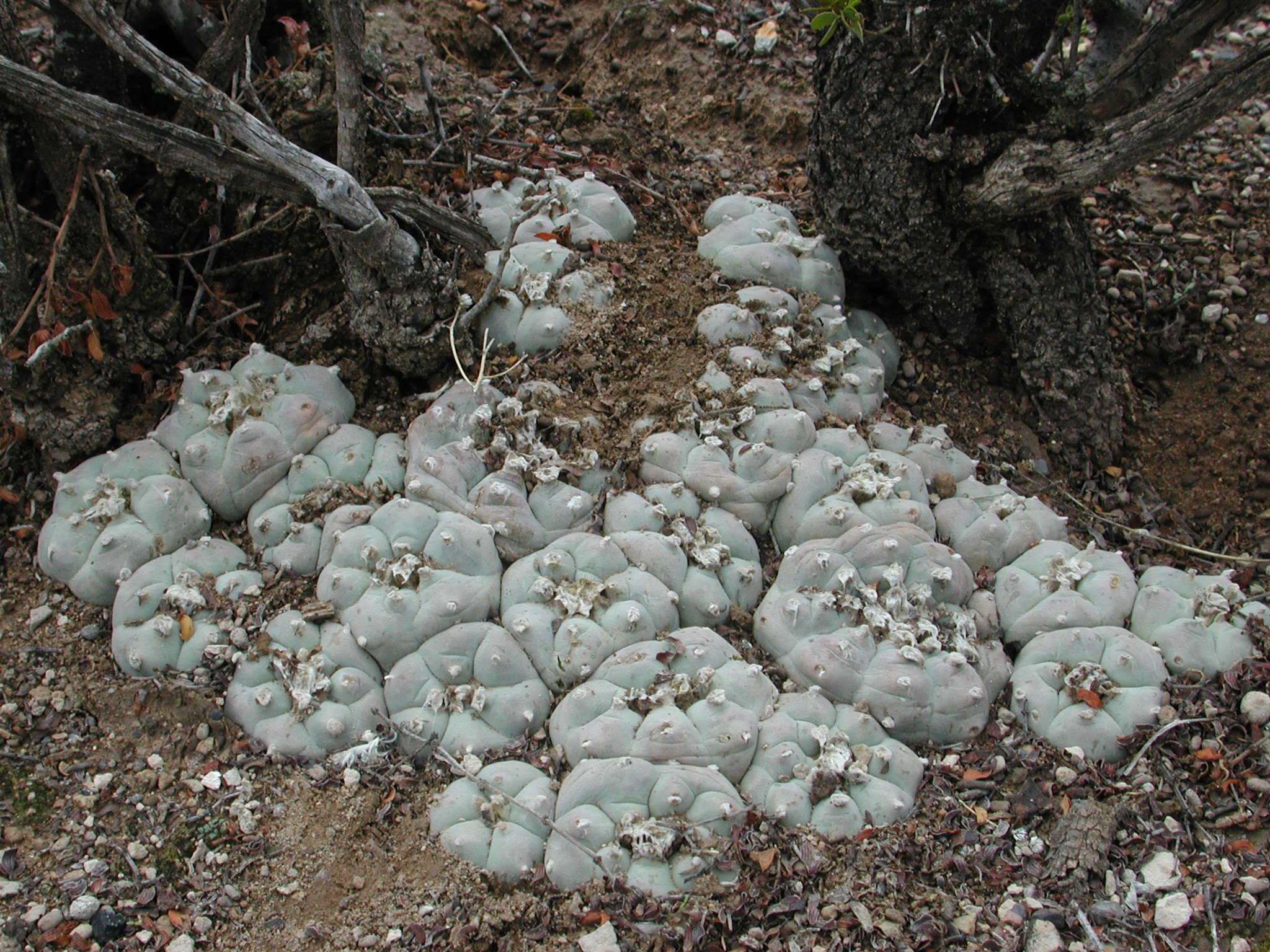
Peiote em Wirikuta, México

Desde o mais antigo tempo registrado, o peiote tem sido usado por povos indígenas, como o povo Huichol do norte do México e por várias tribos nativas americanas, nativas ou transferidas para as planícies do sul EUA da atual Oklahoma e Texas. Seu uso também foi registrado entre vários grupos tribais do sudoeste línguas atabascanas. O Tonkawa, o Mescalero, e o povo ipan Apache foram a fonte ou primeiros praticantes da religião peiote nas regiões ao norte do atual México. Eles também foram o principal grupo a introduzir o peiote para migrantes recém-chegados, como o Comanche e o Kiowa das planícies do norte. Os usos religiosos, cerimoniais e curativos do peiote podem ter mais de 2.000 anos.
Sob os auspícios do que veio a ser conhecido como a Igreja Nativa Americana, no século XIX, os índios americanos em regiões mais difundidas ao norte começaram a usar o peiote em práticas religiosas, como parte de um renascimento da espiritualidade nativa. Seus membros referem-se ao peiote como "o remédio sagrado" e o utilizam para combater males espirituais, físicos e outros males sociais. Preocupados com os efeitos psicoativos da droga, entre as décadas de 1880 e 1930, as autoridades norte-americanas tentaram proibir os rituais religiosos nativos americanos que envolviam o peiote, incluindo a Dança Fantasma. Hoje, a Igreja Nativa Americana é uma entre várias organizações religiosas que usam o peiote como parte de sua prática religiosa. Alguns usuários afirmam que a droga os conecta a Deus.
A crença tradicional navajo ou prática cerimonial não mencionou o uso do peiote antes de sua introdução pelo vizinho povo Comanche. A Nação Navajo tem agora a maioria dos membros da Igreja Nativa Americana.
O Dr. John Raleigh Briggs (1851-1907) foi o primeiro a chamar a atenção científica do mundo científico ocidental para o peiote. Louis Lewin descreveu Anhalonium lewinii em 1888. Arthur Heffter realizou experimentos em seus efeitos em 1897. Da mesma forma, norueguês etnógrafo Carl Sofus Lumholtz estudou e escreveu sobre o uso do peiote entre os índios do México. Lumholtz também relatou que, sem outros intoxicantes,o Texas Rangers capturados pelas forças da União durante a Guerra Civil Americana embebeu botões de peiote na água e ficou "intoxicado com o líquido".
A lista da farmacopéia dos EUA lista o peiote sob o nome “Anhalonium” e afirma que ele pode ser usado em várias preparações para neurastenia, histeria e asma.
No século XIX, a tradição começou a se espalhar como forma de reviver a espiritualidade nativa, passando a ser utilizada para combater o alcoolismo e outros males sociais. A Igreja Americana Nativa é uma entre diversas organizações religiosas que usam o peiote como parte de sua prática religiosa.
O uso da mescalina popularizou-se nos anos 1970 entre leitores dos trabalhos posteriores do escritor Carlos Castañeda. Don Juan Matus, o pseudônimo para o instrutor de Castañeda no uso do peiote, usou o nome "Mescalito" para se referir a uma entidade que pode ser detectada por aqueles que usam o peiote como forma de introspecção e compreensão da vida. Certos trabalhos iniciais de Castañeda haviam afirmado que o uso de tais substâncias psicotrópicas não era necessário para conseguir a introspecção. No entanto, os escritos de Castañeda foram desacreditados pela maior parte das pesquisas antropológicas sérias, e são considerados geralmente como ficção alegórica.

## Aspectos legais

### Nações Unidas
Artigo 32 da Convenção de Substâncias Psicoativas permite que as nações isentem certos usos tradicionais de substâncias da proibição:

Um Estado em cujo território existam plantas em crescimento silvestre que contêm substâncias psicotrópicas de entre as da Lista I e que são tradicionalmente usadas por certos pequenos grupos claramente determinados em rituais mágicos ou religiosos, pode, no momento da assinatura, ratificação ou adesão, fazer reservas relativas a estes vegetais, no que diz respeito às disposições do artigo 7º, com excepção das disposições relativas ao comércio internacional.
No entanto, esta isenção só se aplicaria se o cacto peiote fosse explicitamente acrescentado aos Anexos da Convenção Psicotrópica. Atualmente, a Convenção se aplica apenas a produtos químicos. O peiote e outras plantas psicodélicas não são listadas nem reguladas pela Convenção.

## Ver também

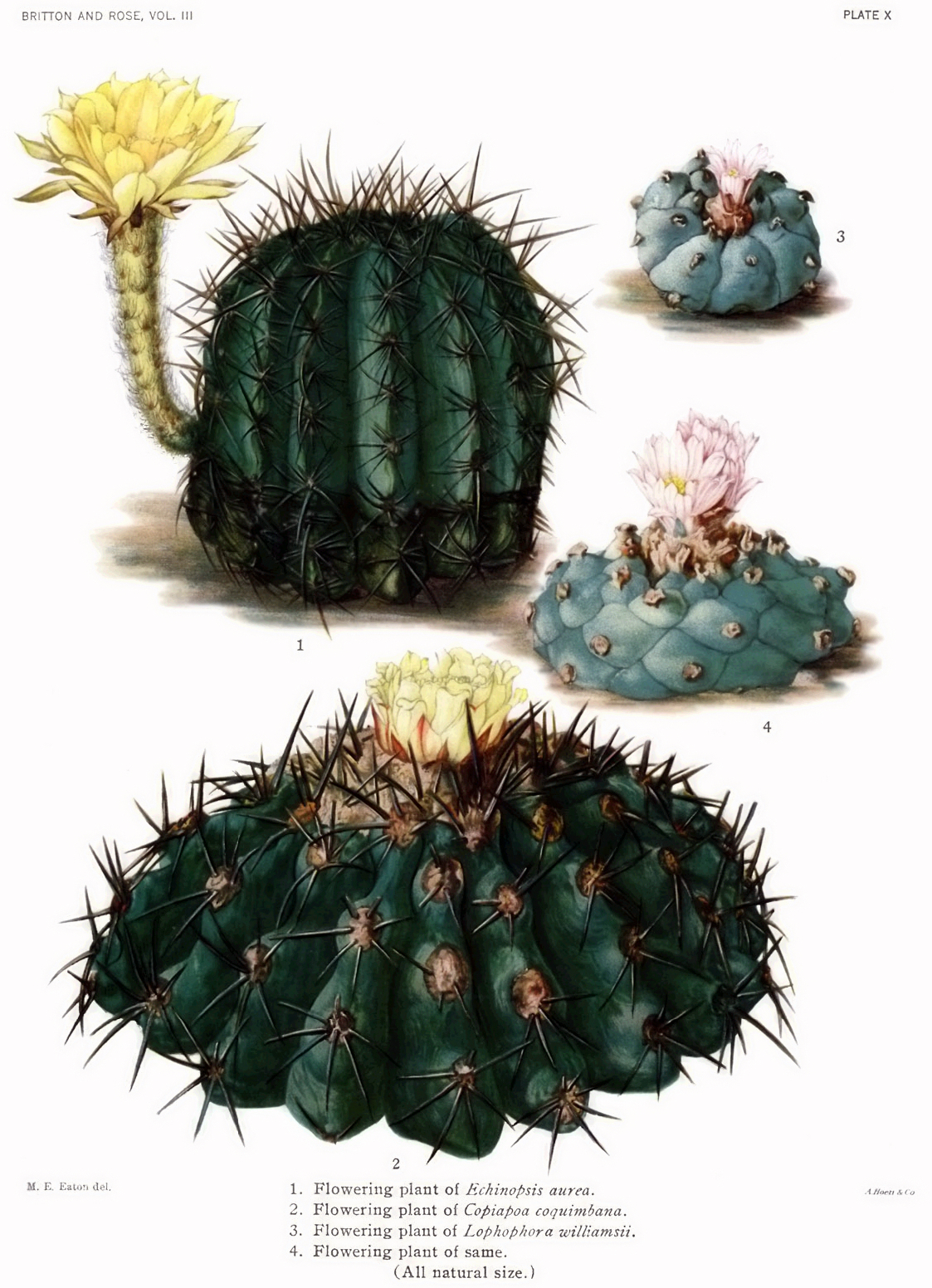
Cactaceae